# MotorStorm: Pacific Rift
MotorStorm: Pacific Rift est un jeu vidéo de course développé par le studio anglais Evolution Studios et édité par Sony Computer Entertainment, sorti fin 2008 sur la console PlayStation 3.
Il fait suite à MotorStorm (2006) et est suivi de MotorStorm: Arctic Edge (2009).

## Système de jeu
Le jeu se déroule sur une île inspirée d'Hawaï au milieu d'une végétation luxuriante. La formule reste essentiellement la même que dans le premier épisode. Le jeu présente des interactions supplémentaires avec l'environnement : en passant dans  l'eau, le véhicule se refroidit et, à l'inverse, la lave coulant des volcans augmente la chaleur; ainsi il faut utiliser le boost à bon escient.

### Mode de jeu en ligne

#### Partie en Classement
Le jeu permet a douze joueurs de s'affronter en ligne. Cinq grades existe afin de comparer le niveau de jeu des différents joueurs, dans l'ordre suivant : Zéro, Bleu, Vétéran, Héros et Légende. Chaque grade se divisant en trois sous-grade, dans l'ordre suivante: Bronze, Argent, Or. En tous il existe donc quinze différenciations.
La progression d'un grade fonctionnant à partir d'un système de « points récompense » ou encore de pourcentage. Plus le joueur obtient un meilleur score par rapport à ses différents facteurs : Nombre de joueurs participant à la course (Plus le nombre de participants à la course est grand, plus vous obtiendrez de "points récompense"), Position obtenue dans le classement de la course (Plus vous terminez haut placé dans le classement, plus vous marquerez de points), Niveau des joueurs par rapport à votre position dans le classement (C'est-à-dire que si vous êtes maintenant parvenu au grade de Vétéran, vous êtes tenu par le jeu de battre la majorité des autres joueurs portant le grade de Zéro ou de Bleu. Le contraire s'applique aussi, si vous disposez du grade Vétéran le jeu ne vous tiendra pas responsable de battre les joueurs portant le grade de Héros ou de Légende.) La difficulté de la progression s'exprime donc dans la mesure où l'on désire obtenir des « points récompense », nous devons au moins battre ceux de notre niveau, au risque de perdre du pourcentage. De plus, il est aussi difficile de progresser car au fur et à mesure que notre niveau augmente, nous obtiendrons moins de pourcentage, pour un même exploit accompli. On remarque donc qu'un niveau Légende d'or ne peut plus se permettre de perdre que contre d'autres joueurs du même niveau et qu'il n'obtiendra que très peu de points de récompense en rapportant la victoire, mais qu'il est beaucoup plus facile pour lui d'en perdre. Un Zéro de bronze, pouvant largement gagner des points en se contentant des dernières places, tout en sachant qu'il est quasiment impossible pour lui de régresser. Cela oblige donc le joueur à toujours s'améliorer, pour ce qui est des parties en Classement.

### Circuits
Le jeu comporte 16 circuits (le double du précédent épisode), tous très différents (volcans, montagnes, plages, jungle, ville, etc.), et qui influencent nettement le comportement des véhicules : par exemple, la présence d'eau sur la piste réduit leur vitesse.

### Véhicules
MotorStorm: Pacific Rift comprend toutes les classes de véhicules du précédent opus, mais en ajoute une nouvelle : les Monster Trucks, rapides, très réactifs et capables de détruire les véhicules des concurrents (sauf les Big Rigs) et la végétation.
Les 51 véhicules présents dans le MotorStorm original apparaissent dans ce jeu mais ont été améliorés, aussi bien graphiquement qu'au point de vue mécanique.

## Bande son
46 morceaux sont disponibles dans MotorStorm: Pacific Rift, alors que le jeu original n'en comportait que 21. Neuf d'entre eux ont été conçus exclusivement pour ce jeu.  On trouve des artistes et des groupes célèbres, comme Megadeth, Nirvana, Queens of the Stone Age, David Bowie, Death From Above 1979, Primal Scream, Pendulum, Fatboy Slim et Slipknot.
- Alex Metric – In Your Machine
- Amon Tobin – Trickstep (Pacific Rift Remix) Exclusif!
- Animal Alpha – Fire Fire Fire
- Aphex Twin - Come To Daddy (Pappy Mix)
- Black Daniel – Gimme What You Got (Alex Metric Remix)
- Black Sun Empire & State Of Mind – Red Velvet VIP
- Black Tide – Show Me The Way
- Bodysnatchers – Twist Up
- Boys Noize – Lava Lava
- Queens of the Stone Age - Sick Sick Sick
- Bullets and Octane – I Ain't Your Savior
- Cut In The Hill Gang – Soul To Waste (MotorStorm Edit) Exclusif!
- The Exploders - Wolf Cub (Pacific Rift Edit) Exclusif!
- Ministry - Jesus Built My Hotrod
- Nirvana – Swap Meet (Diplo MotorStorm remix) Exclusif!
- Pendulum - Tarantula (ft Fresh, $pyda & Tenor Fly)
- The Qemists – Stompbox
- The Qemists - Speed Freak (MotorStorm Remix) Exclusif!
- Saving Abel – New Tattoo
- Slipknot – Sulfur
- Simian Mobile Disco – Parachute
- Supa Bajo - Lalula (instrumental)
- Ulterior – Weapons
- Noisia - Groundhog (MotorStorm re-edit) Exclusif!
- Clutch – Pure Rock Fury
- David Bowie – Queen Bitch
- Death From Above 1979 – Blood On Our Hands (Justice Remix)
- Death From Above 1979 – Romantic Rights (Erol Alkins Re-Edit)
- DJ Fresh – Chainsaw
- Fatboy Slim - Everybody Needs A 303 (Plump DJs remix)
- Goose – Black Glove (Bloody Beetroots Remix)
- Hadouken - Liquid Lives (Noisia instrumental mix)
- Herve - Zombie Dance (Pacific Rift Remix)
- The Hives - No Pun Intended
- In Flames - Move Through Me
- Leftfield - Phat Planet
- Machine Head – Davidian
- March – Influence Exclusif!
- Megadeth – Sleepwalker
- Nick Thayer - Mind Control
- Parker - Western Soul featuring Rasco (Aphrodite Remix – MotorStorm Dub)
- The Planets – Slasher Exclusif!
- Primal Scream - Necro Hex Blues
- Saviours – Caverns Of Mind
- South Central – Golden Dawn
- The Whip – Trash

(Cette liste peut contenir des erreurs, comme l'orthographe)